# LÁPIZ
LÁPIZ Revista Internacional de Arte, més coneguda com a LÁPIZ, és una revista quatrimestral d'art contemporani fundada el 16 de desembre de 1982 per José Antonio López. Es distribueix de manera bilingüe, en castellà i en anglès, a Europa i Llatinoamèrica i actualment n'és un referent en aquest sector cultural. L'actual directora és Vivianne Loría. Forma part de l'Associació de Revistes Culturals d'Espanya (ARCE).
Malgrat no considerar-se una revista especialitzada en el sentit estricte, els seus continguts estan dirigits tant a un sector especialitzat com al públic general. La seva línia editorial està centrada en l'anàlisi, la revisió i la difusió de l'art contemporani a Espanya i a nivell internacional. La publicació també compta amb números especials o monogràfics dedicats a estudiar temes o situacions concretes.